# Nelson Ndereva Njeru
Nelson Ndereva Njeru (* 14. Juli 1967) ist ein kenianischer Marathonläufer.
1996 gewann er den Peking-Marathon in 2:10:37 h. 2000 siegte er beim Pjöngjang-Marathon in 2:11:05 h und erneut in Peking. 2001 wurde er Neunter und 2002 Siebter in Peking.